# Régine Flory
Pour les articles homonymes, voir Flory.
Marie-Louise Artaz, née le 24 juillet 1890 à Aix-les-Bains et morte le 18 juin 1926 à Londres, connue par son nom de scène, Régine Flory, est une artiste de music-hall française, comédienne, chanteuse et danseuse.

## Biographie
Célina, Marie-Louise Artaz est la fille de Pierre, Félix Artaz, originaire d'Aoste, et de Françoise Bertrande Noguès, couple vivant à Marseille. Elle exerce dans sa jeunesse le métier de couturière à Marseille, puis monte à Paris avec deux lettres de recommandations pour deux directeurs de music-hall parisiens.
Régine Flory débute, dans de tout petits rôles, au concert Mayol. Elle suit les cours du « Conservatoire de la Chanson », dirigé par Jules Mévisto.  En janvier 1911, elle joue le rôle de L'Aiglon, dans la revue 1911, à la Boîte à Fursy, 58 rue Pigalle. Elle remplace Mistinguett aux Capucines. Elle est engagée aux Folies-Marigny et passe dans la revue de Marigny où elle présente un homme-chat. Elle obtient son premier grand succès dans la revue, Flory...ssez-vous, mesdames, en 1912. L'année suivante, elle est dans une revue de Rip et Bousquet, à l'Olympia ; en 1914, elle obtient, dans, une revue de la Scala, un véritable triomphe dans une sorte de danse acrobatique, La Marchande de Masques, réglée par Léo Staats,. 
L'impresario anglais, Alfred Butt (en), l'engage et la lance en grande vedette de son Palace Theatre, à Londres, où elle triomphe pendant la première guerre mondiale. Il lui fait construire, en 1919, un théâtre à Paris, le Palace-Théâtre, futur Mogador, copié sur le modèle du London Palladium et inauguré en 1919 avec la revue Hello Paris !, menée par Régine Flory.
Après avoir tenu la vedette dans plusieurs music-halls, notamment à La Cigale, avec pour partenaires de scène, Max Dearly et Maurice Chevalier, Régine Flory passe du café-concert au théâtre. Elle crée Pas sur la Bouche !, l'opérette d'André Barde et Maurice Yvain, au théâtre des Nouveautés, en 1925.
Sujette à des dépressions nerveuses, elle tente de mettre fin à ses jours, en juin 1924, en se jetant dans la Seine, du haut du pont de l'Alma,,. Céline Chaumont lui fait répéter son nouveau rôle dans Zubiri, de Georges de Porto-Riche, qu'elle interprète avec un grand succès en 1924 à La Cigale; repris en 1926 au théâtre des Champs-Elysées. Elle est engagée par les frères Isola, pour jouer à Mogador, pendant la saison 1926-1927. On parle d'elle pour créer No, No, Nanette, puis de Rose-Marie. 
Dépressive, morphinomane, elle parle de se suicider et achète un revolver. Un détective est même chargé de veiller sur elle. Elle se donne la mort, le 18 juin 1926, au Drury Lane, à Londres où elle venait chercher un engagement auprès d'Alfred Butt (en),,,,. Elle est inhumée au cimetière catholique de Sainte Marie à Londres.

## Revues

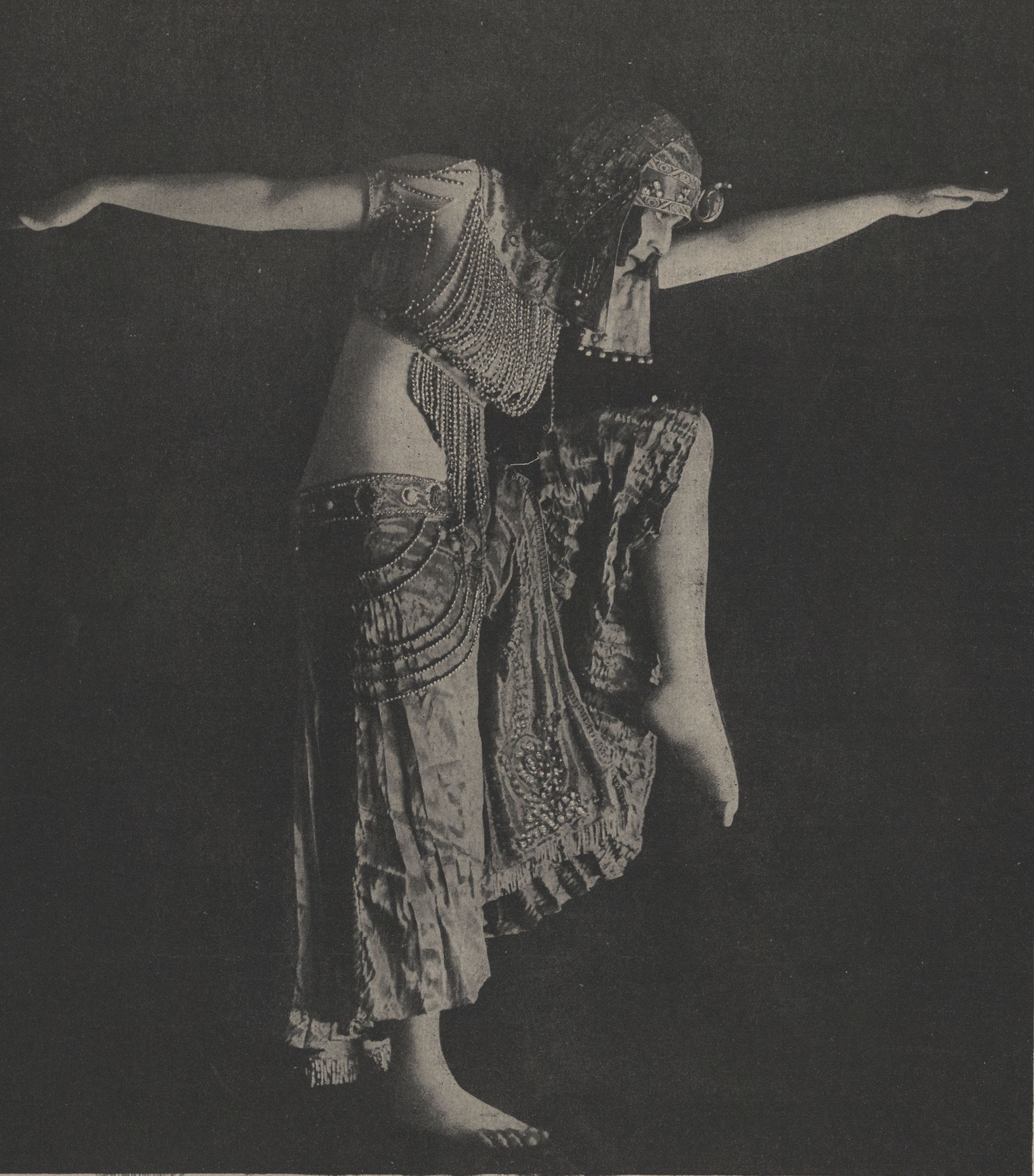
Photographie parue dans Le Miroir, 7 décembre 1913

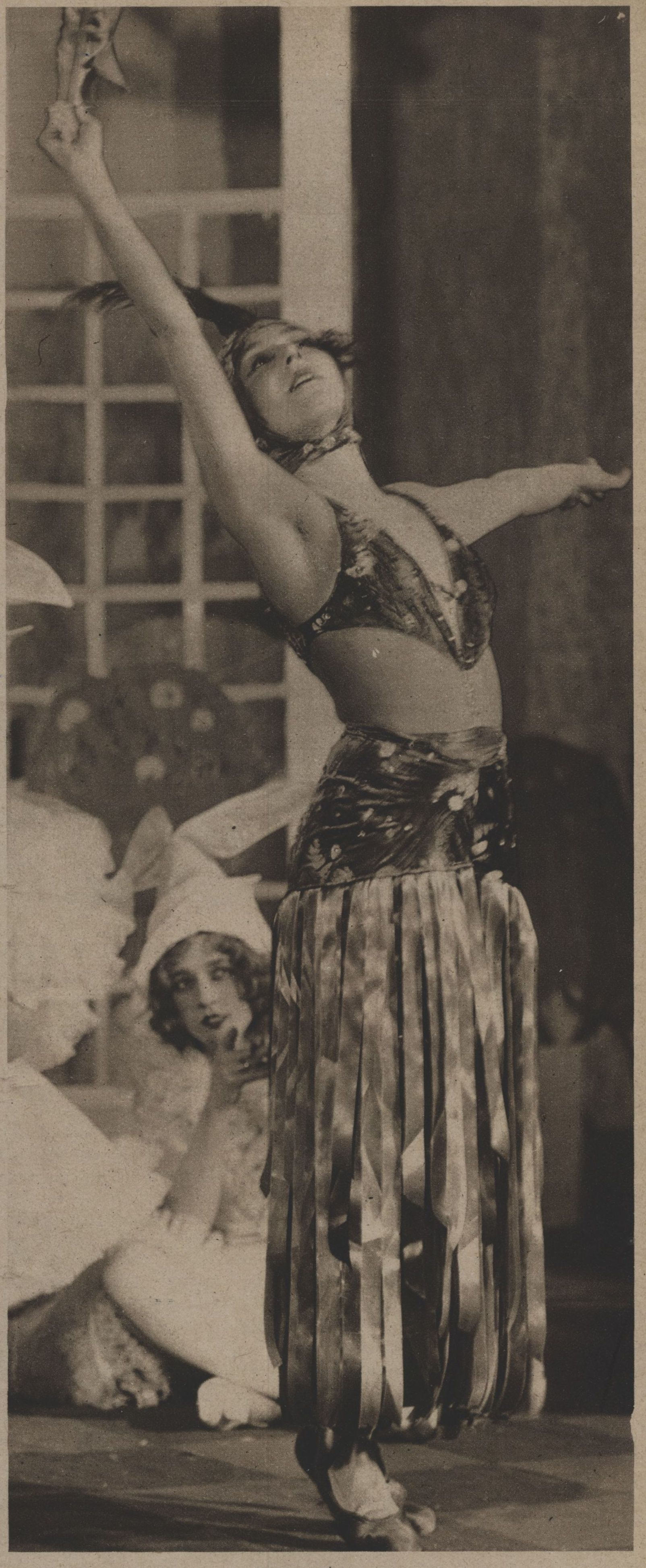
La Marchande de Masques, à la Scala, 1914

- 1911 : La Revue 1911, à la Boite à Fursy[4].
- 1911 : Avec le Sourire !, revue de Robert Dieudonné et Charles-Alexis Carpentier, au théâtre des Capucines[24].
- 1911 : La Revue de Marigny, de Gabriel Timmory et Maurice de Marsan, Théâtre Marigny, 3 mai[25].
- 1911 : Le Mariage d'Hakouma, de Lucien Boyer et Jacques Battaille-Henri  au Concert Mayol[26],[27].
- 1911 : Pan ! Pan !..., revue de Lucien Boyer et Jacques Battaille-Henri  à la Gaité-Rochechouart[28].
- 1912 : La Revue de Marigny, de Michel Carré et André Barde, au théâtre Marigny[29].
- 1912 :  Flory...ssez-vous, Mesdames, sketch de Fernand Rouvray avec Frejol, au concert Mayol[30],[31].
- 1912 : La Revue de l'Année, de Rip et Jacques Bousquet, à l'Olympia[32],[33],[34].
- 1913 : La Revue des Revues, de Rip et Jacques Bousquet, à l'Olympia.
- 1913 : Eh! Eh!, revue de Rip et Bousquet, au théâtre Fémina[35],[36],[37].
- 1913 : La Revue de Marigny, avec la belle Otero, au théâtre Marigny[38].
- 1913 : Non...mais…!, revue de Georges Nanteuil et Henry de Gorsse, avec Maurice Chevalier et Raimu comme partenaires, à La Cigale[39],[40],[41].
- 1913 :  Ohé ! Milord !, de Robert Dieudonné, Gustave Quillardet et Albert Chantrier, avec Exiane, à La Cigale[42],[43],[44].
- 1913 : Paris-Frissons[7].
- 1914 : Elles y sont toutes… à la Scala !, revue de Jacques Battaille-Henri et Georges Arnould, à la Scala[45],[46],[47].
- 1916 : Vanity Fair, au Palace Theatre (265 représentations)[7],[48].
- 1917 : La Revue du Vaudeville, au théâtre du Vaudeville[49].
- 1917 : The Beauty Spot (en), de Clifford Harris, Valentine et d'Arthur Anderson, musique de James W. Tate (en), au Théâtre Gaiety (en)[50],[51].
- 1919 : Hullo Paris ! revue de Paul-Louis Flers, Lucien Boyer, Jacques Battaille-Henri, à Mogador, à partir du 21 avril[52].
- 1919 : La Revue magnifique, avec Mistinguett, Gaby Deslys et Maurice Chevalier[53].
- 1920 : Toutes ces dames à la chambre !, revue de Michel Carré et André Barde, à La Cigale[54].
- 1920 : Je t'adore, revue de Saint-Granier et Gabaroche, avec Henry Defreyn, à La Potinière[55],[56],[57].
- 1921 : Tu peux y aller !, revue de Georges de La Fouchardière, à La Cigale[58],[59],[60].
- 1924 : C'est pour rire, revue de Louis Hennevé et Gabaroche,  à La Potinière[61],[62],[63].
- 1925 : Tu perds la boule, revue de Max Viterbo et Max Eddy, à La Cigale[64].

## Opérettes

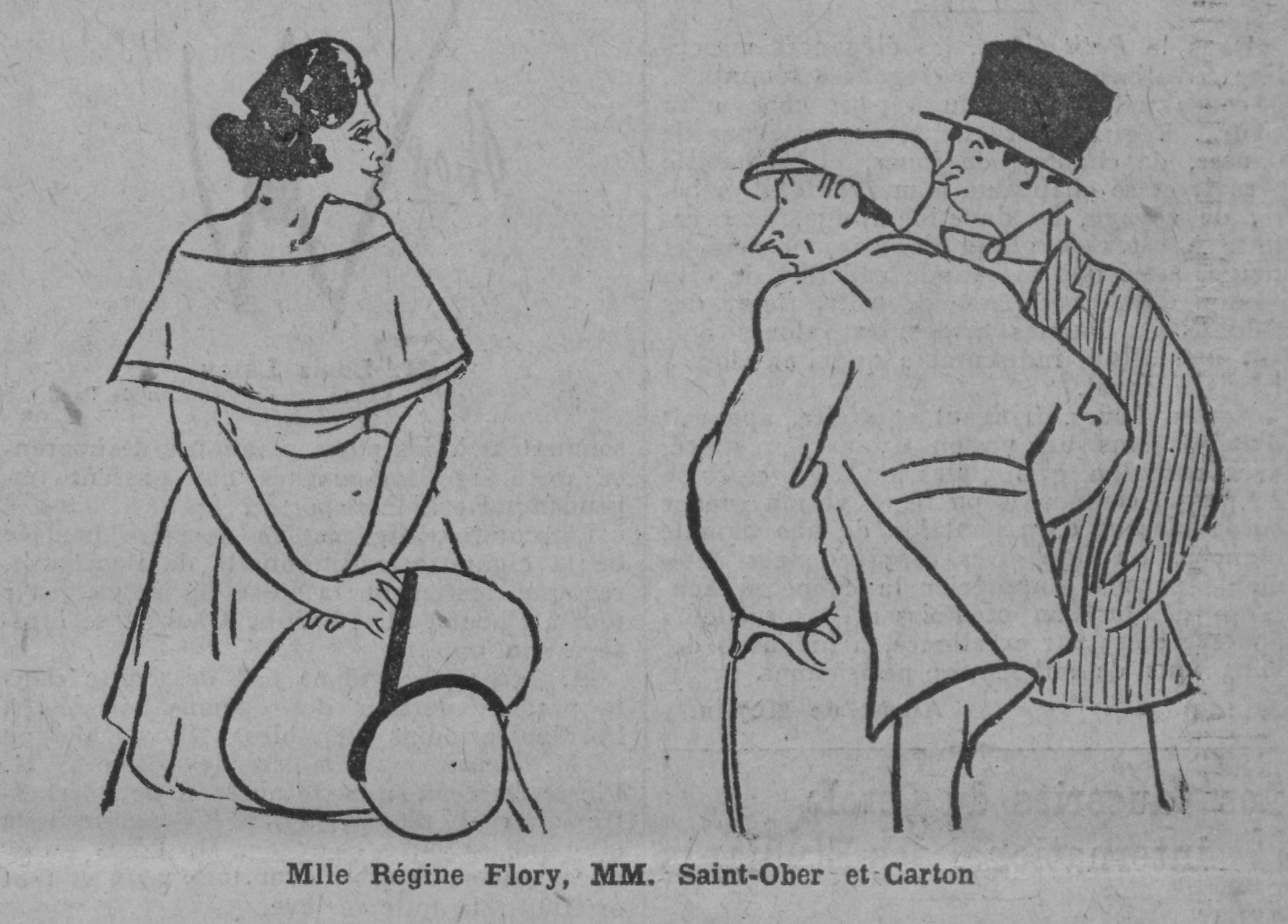
Le Petit Choc, 1923

- 1913 : La Reine s'amuse, opérette d'André Barde, musique de Charles Cuvellier, avec Alice Delysia, à l'Olympia[65],[66],[67],[68].
- 1923 : Le Petit Choc, opérette de P.L. Flers, musique de Joseph Szulc, théâtre Danou[69],[70].

- 1925 : Pas sur la Bouche !, opérette d'André Barde et Maurice Yvain, au théâtre des Nouveautés, rôle de Gilberte Valandray (400 représentations)[11],[71],[72].

## Théâtre
- 1913 : Indiana et Charlemagne, vaudeville de Bayard et Dumanoir, à l'Odéon[73],[74],[75],[76].
- 1924 :  Zubiri, fantaisie en un acte tirée d'un récit de Victor Hugo, de Georges de Porto-Riche, à La Cigale[15],[77],[78].
- 1926 : Zubiri, de Georges de Porto-Riche, au théâtre des Champs-Elysées[79],[80].
- 1926 : Le Figurant de la Gaité, d'Alfred Savoir, création au théâtre Danou, avec Victor Boucher comme partenaire, rôle de La Princesse[81],[82].

## Vie privée
On lui prête de nombreux amants, notamment  Alfred Butt (en), et même Édouard VIII.

### Résidences
Elle habite un luxueux appartement rue Henri-Becque qu'elle quitte pour le Château de Madrid où elle demeure en 1924  ,, puis rue Edmond-Valentin en 1926,.

## Hommage
Un salon porte son nom au théâtre Mogador.